# Fuilla
Fuilla (catalansk: Fullà) er en by og kommune i departementet Pyrénées-Orientales i Sydfrankrig.

## Geografi
Fuilla ligger 54 km vest for Perpignan. Nærmeste by er mod nord Villefranche-de-Conflent (4 km).

## Demografi

### Udvikling i folketal
| 1962                                                              | 1968 | 1975 | 1982 | 1990 | 1999 | 2007 | 2013 | 2017 |
| ----------------------------------------------------------------- | ---- | ---- | ---- | ---- | ---- | ---- | ---- | ---- |
| 273                                                               | 266  | 233  | 254  | 297  | 329  | 365  | 453  | 448  |
| Tal fra og med 1962 er uden dobbelttælling (sans doubles comptes) |      |      |      |      |      |      |      |      |